# Ana María Janer Anglarill
Ana María Janer Anglarill (Cervera, 18 dicembre 1800 – Talarn, 11 gennaio 1885) è stata una religiosa spagnola, fondatrice delle Suore della Sacra Famiglia di Urgell: è stata proclamata beata nel 2011.

## Biografia
A diciannove anni entrò tra le suore della carità che lavoravano come infermiere nell'ospedale di Castelltort, presso Solsona. Durante la guerra carlista l'istituto fu trasformato in ospedale militare e il pretendente Carlo Maria Isidoro di Borbone-Spagna le affidò il coordinamento degli ospedali militari delle zone controllate dai carlisti.
Nel 1844 divenne superiora della casa di carità di Cervera, dove erano assistiti orfani, disabili e anziani abbandonati; nel 1858 il vescovo di Urgel, Josep Caixal i Estradé, la chiamò a lavorare nell'ospedale di Seo de Urgel e, dalla comunità di religiose ivi stabilita, ebbe origine la congregazione delle Suore della Sacra Famiglia.
Morì nel 1885.

## Il culto
Papa Benedetto XVI l'ha riconosciuta venerabile il 3 luglio 2009 e il 10 dicembre 2010 ha decretato l'autenticità di un miracolo attribuito alla sua intercessione, consentendone la beatificazione.
Il rito di beatificazione, presieduto dal cardinale Angelo Amato, è stato celebrato l'8 ottobre 2011 a Urgel.